# Glodeni (Mureș)
Glodeni [gloˈdenʲ] (veraltet Șarpotoc; deutsch Scharpendorf, ungarisch Marossárpatak) ist eine Gemeinde im Kreis Mureș in der Region Siebenbürgen in Rumänien.
Der Ort ist auch unter den deutschen Bezeichnungen Kothbach und Schellenberg und der ungarischen Sárpatak bekannt.

## Geographische Lage

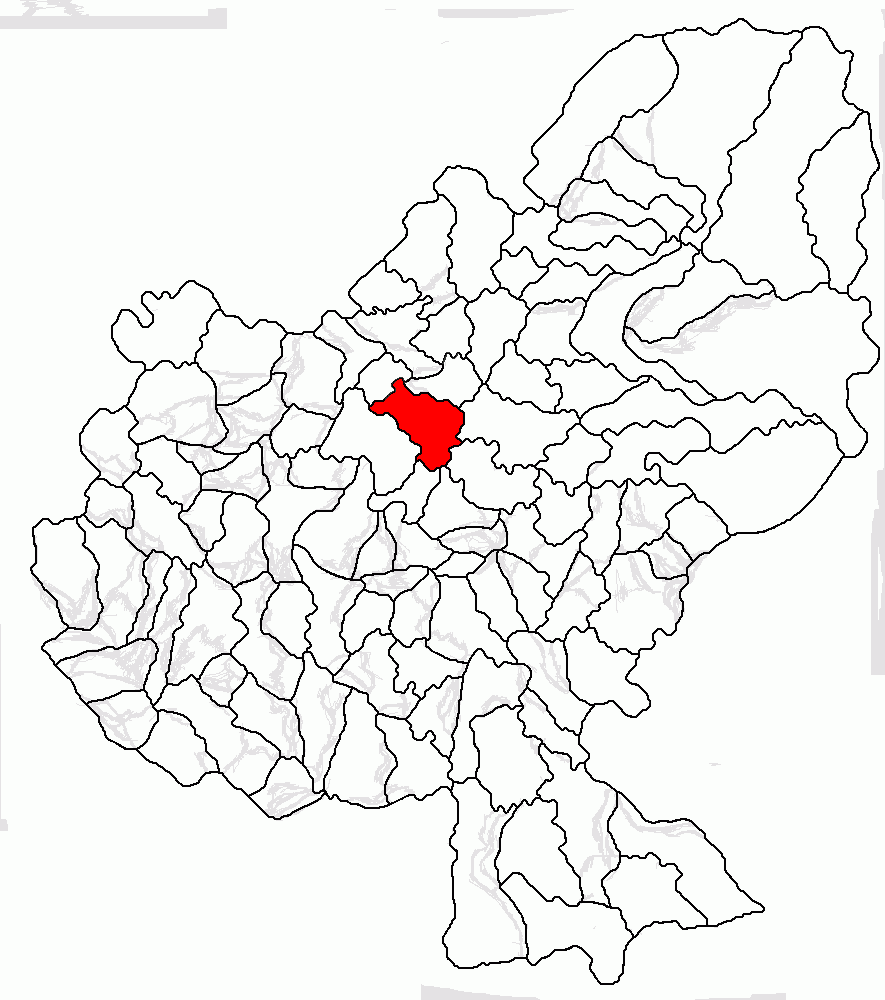
Lage der Gemeinde Glodeni im Kreis Mureș

Die Gemeinde Glodeni liegt im Mureș-Tal im Siebenbürgischen Becken nördlich des Kokel-Hochlands (Podișul Târnavelor) im Zentrum des Kreises Mureș. An der Mündung des Baches Șar – ein rechter Nebenfluss des Mureș (Mieresch) – und der Kreisstraße (drum județean) DJ 135B befindet sich der Ort Glodeni 17 Kilometer nördlich von der Kreishauptstadt Târgu Mureș (Neumarkt am Mieresch) entfernt.

## Geschichte
Der Ort Glodeni wurde 1268 erstmals urkundlich erwähnt. Auf dem Areal des Ortes ist eine Römerstraße, sowie archäologische Funde aus der Bronzezeit vermerkt. Im Mittelalter war der Ort im Besitz der ungarischen Adelsfamilie Bánffy später der Familie Teleki.
Auch auf dem Gebiet des eingemeindeten Dorfes Păingeni (Pokendorf) verläuft eine Römerstraße und Reste von Römerbauten sind vermerkt.
Im Königreich Ungarn gehörte die Gemeinde dem Stuhlbezirk Maros felső (Ober-Maros) im Komitat Maros-Torda und anschließend dem historischen Kreis Mureș und ab 1950 dem heutigen Kreis Mureș an.

## Bevölkerung
Die Bevölkerung der Gemeinde Glodeni entwickelte sich wie folgt:
| 1850 | 2.819 | 1.088 | 1.489 | 5 | 237            |
| 1930 | 3.790 | 1.525 | 2.040 | 4 | 221            |
| 1966 | 4.674 | 1.490 | 3.030 | 1 | 153            |
| 2002 | 3.822 | 810   | 2.892 | - | 120            |
| 2011 | 3.817 | 697   | 2.587 | - | 533            |
| 2021 | 3.678 | 561   | 2.690 | 3 | 424 (231 Roma) |

Seit 1850 wurde auf dem Gebiet der heutigen Gemeinde die höchste Einwohnerzahl 1966 registriert. Die höchste Anzahl der Magyaren (3.057) wurde 1977, die der Rumänen (1.548) 1956, die der Roma (438) 2011 und die der Rumäniendeutschen (17) wurde 1920 ermittelt.

## Sehenswürdigkeiten
- In Glodeni die Holzkirche Sfinții Arhangheli Mihail și Gavriil,[8] im 17. Jahrhundert und das Gutshaus Teleki, nach unterschiedlichen Angaben, zwischen 1770 und 1803[4] oder 1872 errichtet und die Gruft der Adelsfamilie Teleki[9] 1802 errichtet, stehen unter Denkmalschutz.[10]
- Im eingemeindeten Dorf Moișa (ungarisch Mezőmajos) die Holzkirche Sf. Arhangheli, 1752 errichtet, steht unter Denkmalschutz.[10]
- Im eingemeindeten Dorf Păcureni (ungarisch Pókakeresztúr) die reformierte Kirche, nach unterschiedlichen Angaben im 13.[11] oder im 15. Jahrhundert errichtet, Anfang des 20. erneuert und die Holzkirche Sfinții Arhangheli Mihail și Gavriil, im 17.[12] oder im 18. Jahrhundert errichtet, stehen unter Denkmalschutz.[10]

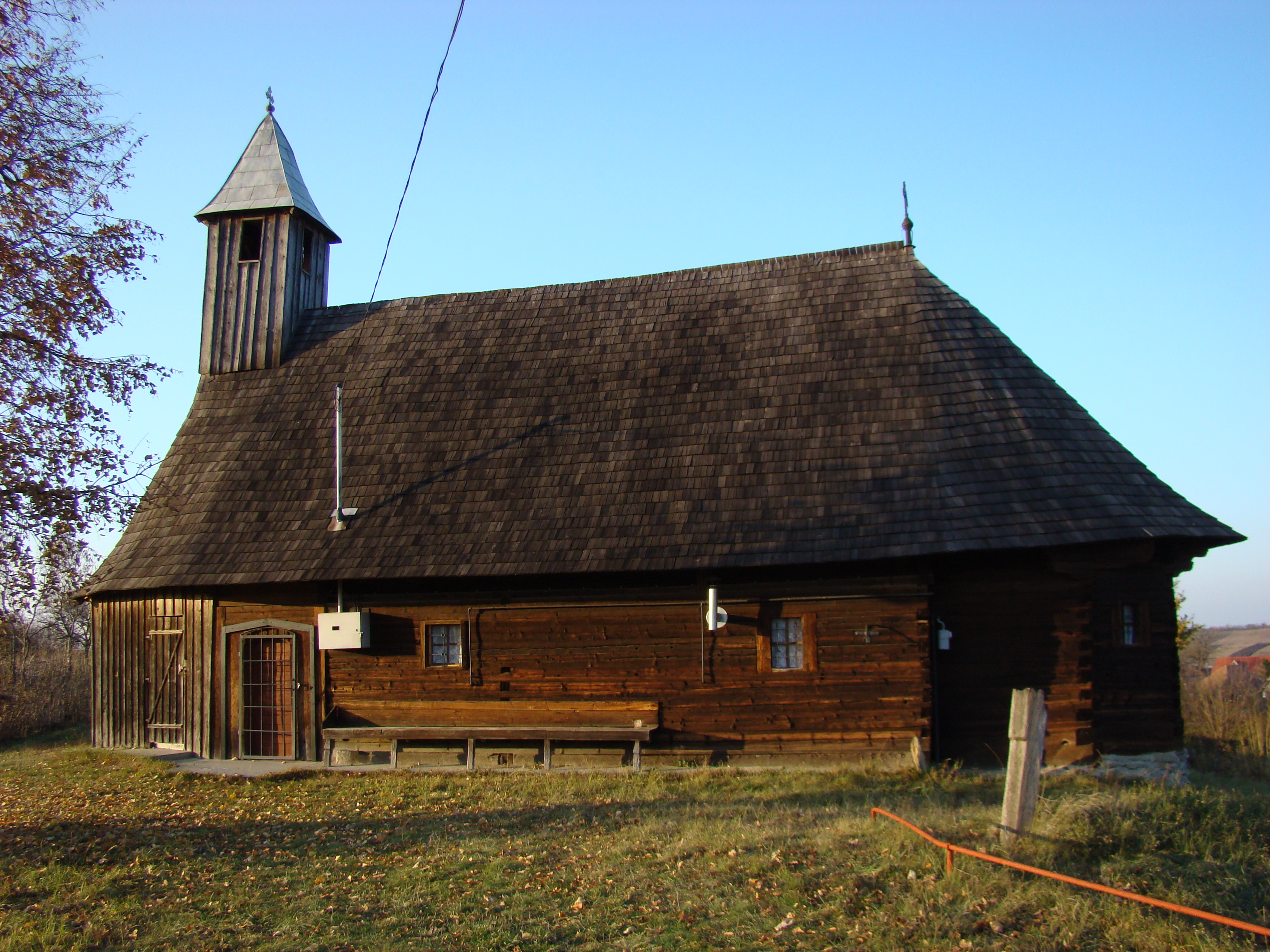
Holzkirche in Glodeni
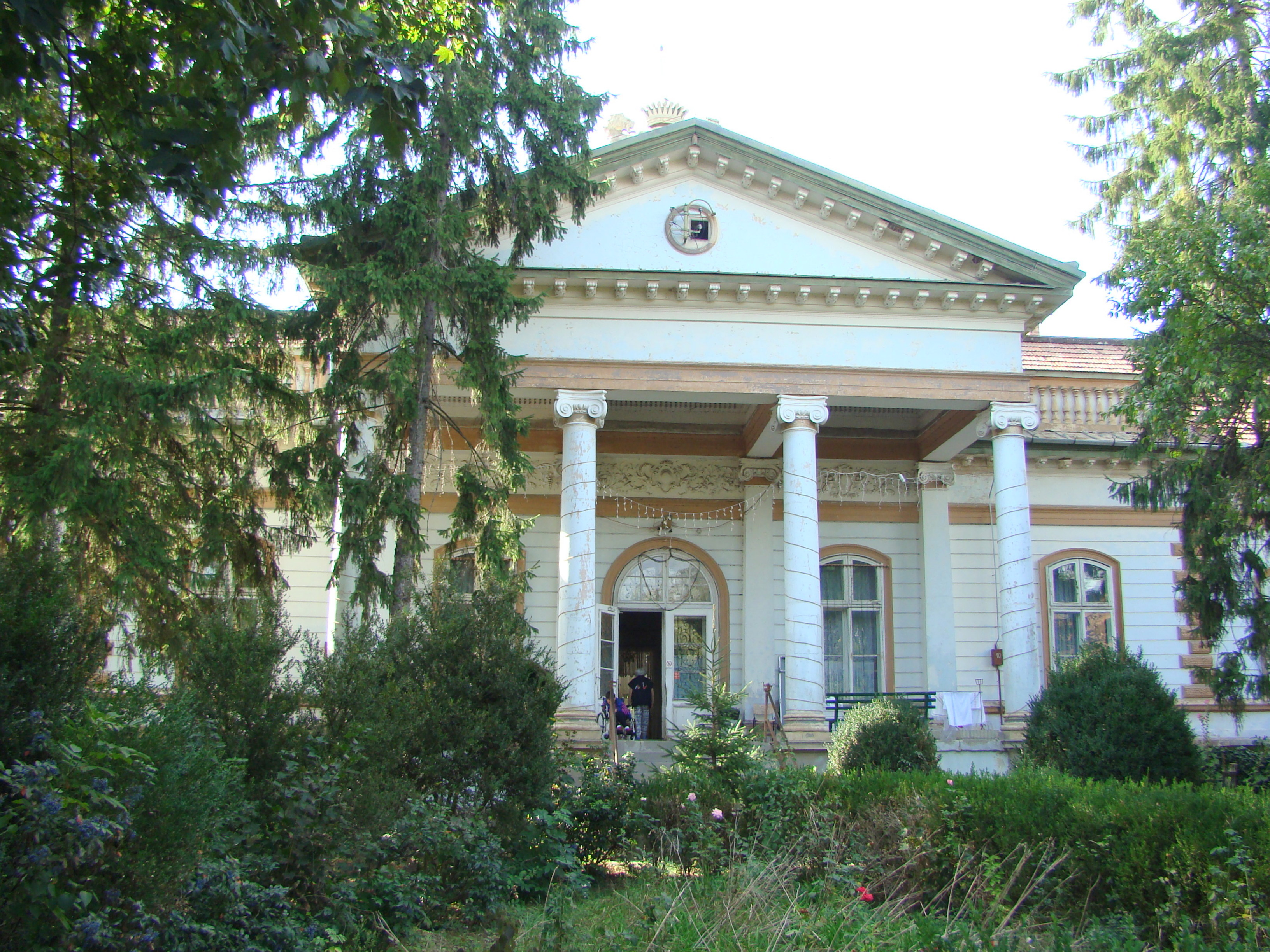
Gutshaus Teleki
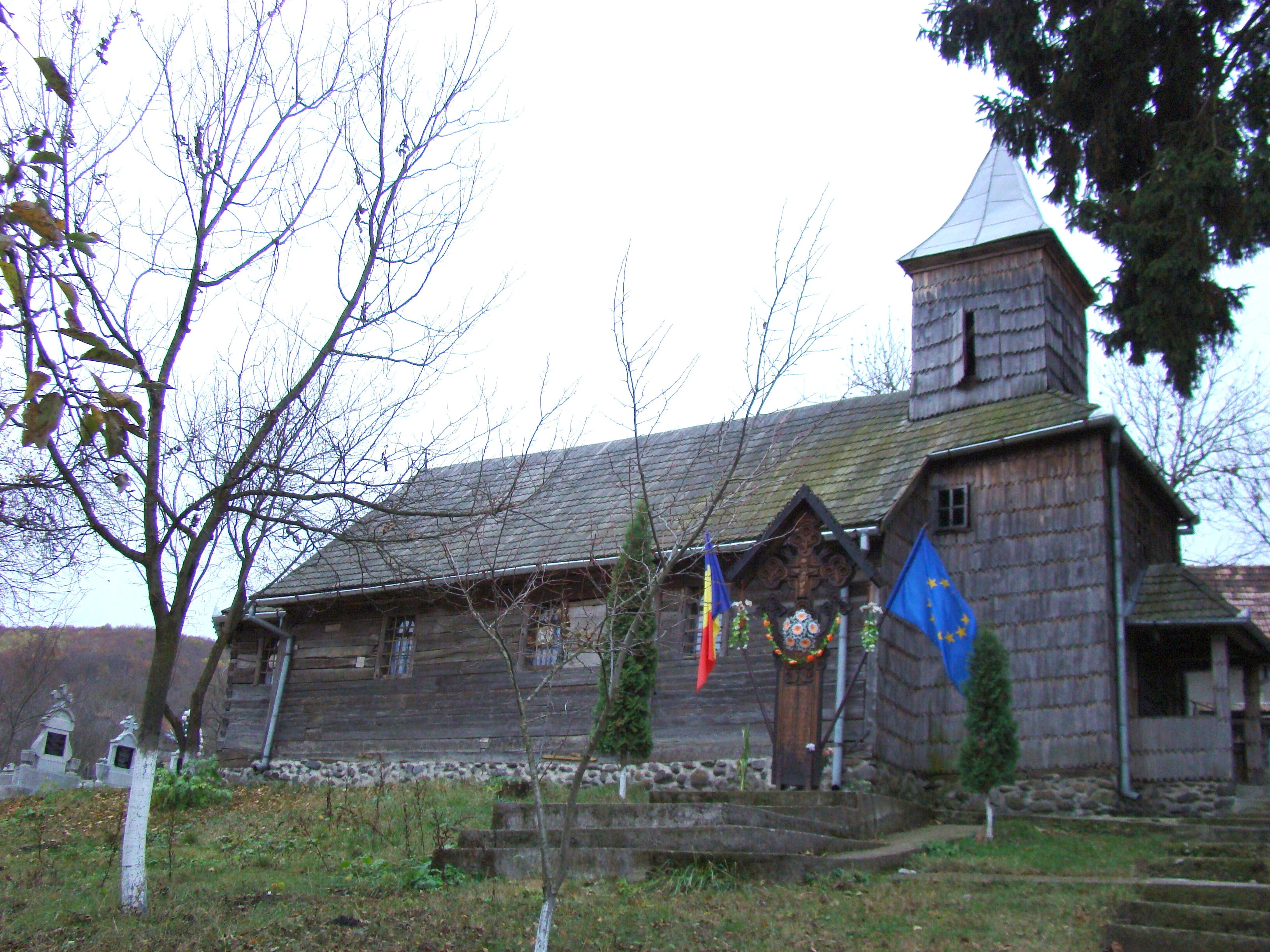
Holzkirche in Moișa
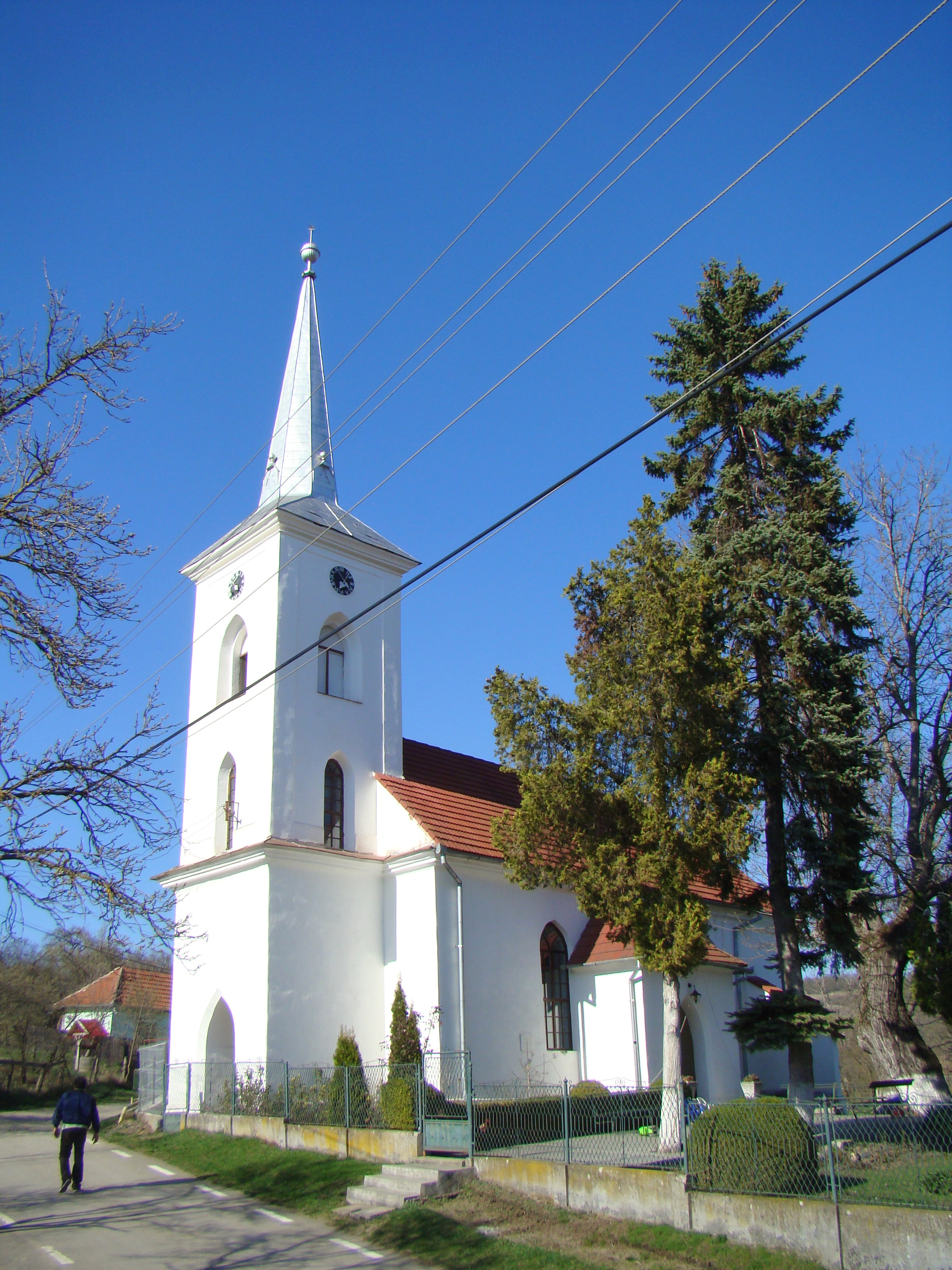
Reformierte Kirche in Păcureni
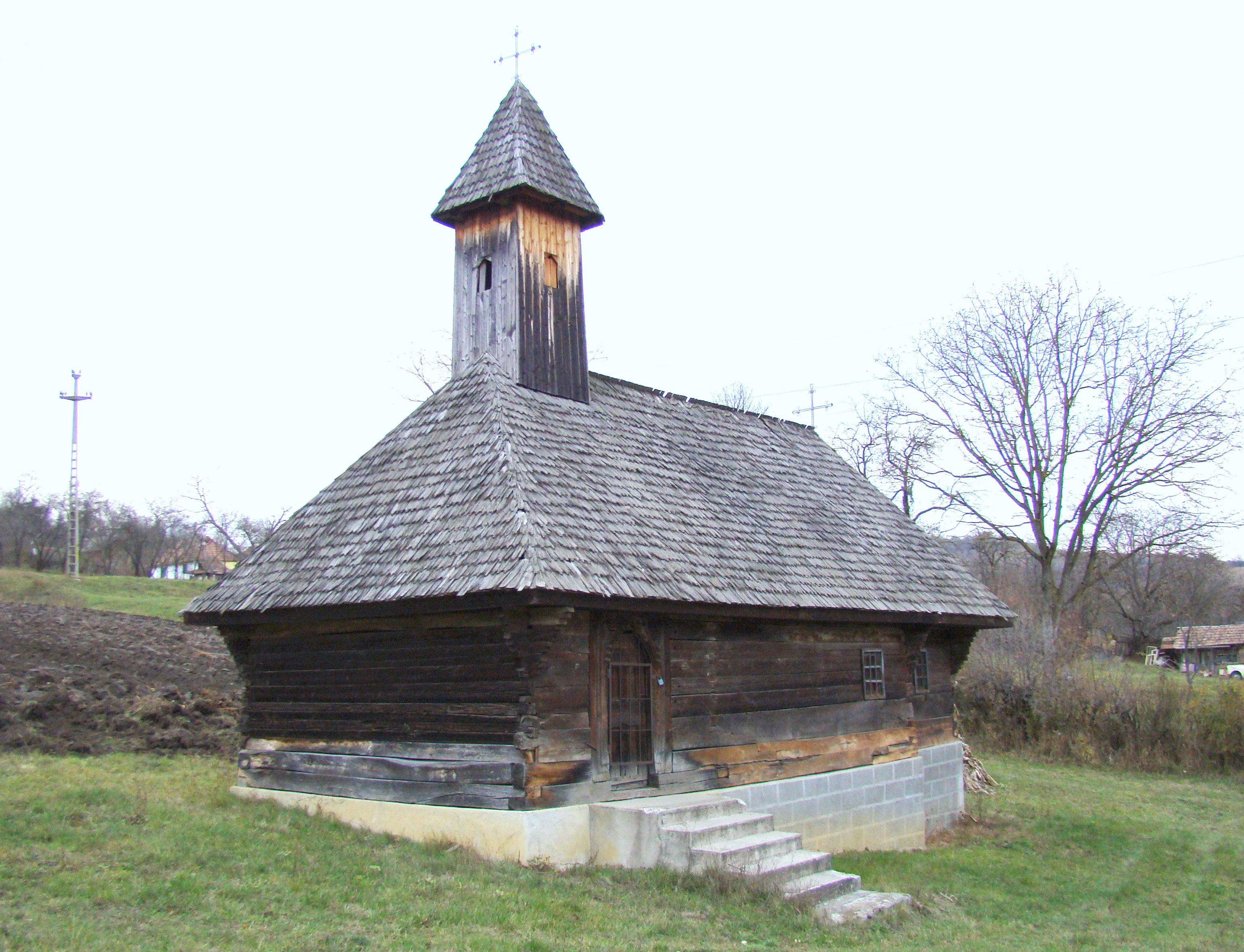
Holzkirche in Păcureni

## Persönlichkeiten
- Tavaszy Sándor (1888–1951), in Marossárpatak geboren, war Philosoph, Schriftsteller, Theologielehrer[13]